# Siebenhitze
Siebenhitze ist der Name verschiedener Ortsteile, Wüstungen, Straßen und Flurstücke in Mitteldeutschland.

## Namenserklärung
In westslawischen Sprachen wie dem Slowakischen oder Tschechischen hat Šibenice die Bedeutung „Galgen“ und findet sich dort häufiger zur Bezeichnung von Lokalitäten. In den südslawischen Sprachen nutzt man heute andere Wörter für Galgen, dennoch finden sich dort Ortsnamen wie Šibenica nahe Jajce in Bosnien-Herzegowina, Šibenik in Slowenien oder die Dörfer Šibenik und Sibenik sowie die Stadt Šibenik in Kroatien, die im Jahr 1066 als castrum Sebenici ersterwähnt wird. In den Kontakträumen der deutschen Sprache mit den verschiedenen slawischen Sprachen wurde das Wort häufiger zur leichteren Aussprache angepasst. So nannte man die kroatische Stadt Šibenik auf Deutsch „Sibenning“ oder das slowenische Dorf Šibenik bei Šentjur „Siebeneck“. Daher vermutet man auch in „Siebenhitze“ in der Kontaktzone zur (westslawischen) sorbischen Sprache, in der Galgen heute šibjeńca heißt, einen ursprünglich slawischen Namen, der später an die deutsche Sprache angepasst wurde.
Urkundliche Belege zu slawischen Benennungen der Siebenhitze-Orte sind für Mitteldeutschland bisher allerdings nicht bekannt. In Sachsen dürften u. a. die Ortsnamen Sebnitz und Seebenisch vom selben Wort abstammen. Im Fall von Sebnitz favorisiert man die Erklärung des dortigen Flussnamens Sebenica als „Finkenwaldbach“. Im thüringischen Greiz vermutete man aufgrund der lokalen Gegebenheiten der Siebenhitze eine gemeinsame Wurzel mit dem englischen Wort seavy und sah daher im Namen eine „Pinsenheide“, da Röhricht und Binsen dort gewachsen sein sollen. Andere Deutungsversuche aus dem Deutschen verweisen auf die Zahl Sieben als Steigerung, also auf eine besonders heiße Stelle, oder vermuten „einen historischen Begriff aus der Verarbeitung von Bodenschätzen“. Im sächsischen Vogtland ist der ähnliche Ortsname „Siebenhitz“ mehrfach vertreten, aber in keinem Fall vor dem 17. Jahrhundert nachweisbar. Deshalb wird er dort ausschließlich deutsch gedeutet und die exponierte Lage mit verstärkter Sonneneinstrahlung bzw. verschiedene Gewerbe mit Hitzeentwicklung als Erklärungsansatz gewählt. Da der Name in Sachsen-Anhalt stets nur einen kleinen Teil eines Ortes bzw. Flurstücke bezeichnet, ist seine Urkundengeschichte dort nur im Fall von Eisleben nachverfolgt worden.

## Verteilung
Berücksichtigt werden hier nur die heute „Siebenhitze“ genannten Orte, Straßen und Flurstücke, obwohl anzunehmen ist, dass auch die Orte mit dem Namen „Siebenhitz“ zur gleichen Gruppe gehören. Wolfram Voigt vermutet, basierend auf Beobachtungen von Frank Reinhold, einen Zusammenhang des Namens mit historischen Erz- bzw. Kupferlagerstätten. Zudem sind mutmaßlich noch mehr Lokalitäten dieses Namens nachweisbar, da das Thema bisher v. a. für Thüringen und das Mansfelder Land bearbeitet wurde.

### Sachsen-Anhalt

#### Landkreis Mansfeld-Südharz
- Siebenhitze in Allstedt, Lage unbekannt[11]
- Siebenhitze in Eisleben, Wüstung südlich der Altstadt (Straßennamen Vordere Siebenhitze, Hintere Siebenhitze)[12][13]
- Siebenhitze bei Friedeburg (Saale), Lage unbekannt[14]
- Siebenhitze bei Klostermansfeld, südlich der Ortslage auf dem Gelände der Halde 81[15][16]
- Siebenhitze in Pölsfeld, Straßenname nordwestlich der Kirche[17][18][12]
- Siebenhitze in Sotterhausen, ehem. Straßenname südöstlich der Kirche[12][19]

#### Saalekreis
- Siebenhitze in Leimbach, Straßenname westlich der Kirche[12]

### Thüringen

#### Landkreis Greiz
- Siebenhitze in Greiz, Straßenname westlich vom Schloss[8]

#### Kyffhäuserkreis
- Siebenhitze in Bottendorf[8][11]
- Siebenhitze in Roßleben, nördlich der Ortslage[8]

#### Wartburgkreis
- Siebenhitze in Badelachen[8]